# Fontaines D.C.
Fontaines D.C. är ett irländskt postpunkband från Dublin. 2019 släppte de sitt debutalbum Dogrel. Albumet nominerades till både Mercury Prize och det irländska musikpriset Choice Music Prize.
2020 släpptes A Hero's Death och 2022 släpptes gruppens tredje album Skinty Fia. 2024 släpptes Romance.

## Diskografi
- 2019 – Dogrel
- 2020 – A Hero's Death
- 2022 – Skinty Fia
- 2024 – Romance